# Cziráky Mózes
Cziráky és dénesfalvai báró Cziráky Mózes (1570 körül - Győr, 1627. szeptember 4.) neves törvénytudó, királyi személynök, a Cziráky család sarja.

## Élete
Cziráky Mátyás nyolc gyermekének egyike, pontos születési dátumát és édesanyja nevét sem lehet tudni. 1602-ben a király az ország határait vizsgáló bizottmány tagjává nevezte ki, ezt törvénycikkben is rögzítették. 1608-ban pedig, szintén törvénycikkel, egy kodifikáló munkával megbízott választmány tagja lett. 1613-tól ítélőmesteri tisztséget töltött be, 1622-ben már fellebbezés-vizsgáló országgyűlési bíró. 1625-ben került élete legmagasabb pozíciójába, királyi személynök lett, de csakhamar meg is halt. 1627-ben, Győrben, korának leghíresebb törvénytudója távozott az élők sorából.
1620. április 5-én saját maga és családja részére bárói címet kapott a királytól.

## Családja
Kétszer nősült, első felesége niczki Niczky Orsolya; második neje: felsőkáldi Káldy Zsuzsanna. Czirákynak nyolc gyermeke született:
- András
- Borbála
- Krisztina
- István
- Lőrinc
- Ádám, Sopron vármegye alispánja, királyi táblai ülnök; felesége: ipolykéri Kéry Ilona
- Magdolna; férje: kesselőkeői Majthényi György
- Éva (?-1635); férje: egervári Egerváry Mihály